# خوزه مانوئل متئو
خوزه مانوئل متئو (انگلیسی: José Manuel Mateo؛ زادهٔ ۲۳ ژانویهٔ ۱۹۷۵) بازیکن فوتبال اهل اسپانیا است.
از باشگاه‌هایی که در آن بازی کرده‌است می‌توان به باشگاه فوتبال رکریتیوو اوئلوا، باشگاه فوتبال رئال وایادولید، باشگاه فوتبال دپورتیوو آلاوس، و باشگاه فوتبال اوساسونا اشاره کرد.